# Fortunatus Nwachukwu
Fortunatus A. Nwachukwu (Ntigha, Abia, Nigéria, 10 de maio de 1960) é um ministro nigeriano, arcebispo católico romano e diplomata da Santa Sé.
Fortunatus Nwachukwu estudou filosofia e teologia no Bigard Memorial Seminary, mais tarde no Seminário Maior de São José em Ikot Ekpene. Ele foi ordenado sacerdote para a Diocese de Aba na Nigéria em 17 de junho de 1984, e posteriormente serviu como pastor em Ibeku-Umuahia e como capelão estudantil na Faculdade de Agricultura de Umudike e Campus de Umudike da Faculdade de Educação de Alvan-Ikoku. Ele também estava envolvido na educação e serviu como reitor e vice-diretor do Seminário Imaculada Conceição em Umuahia.
A partir de 1986, Fortunatus Nwachukwu estudou estudos bíblicos no Pontifício Instituto Bíblico, na Pontifícia Universidade de São Tomás de Aquino e na Pontifícia Universidade Urbaniana, bem como na Universidade Filosófico-Teológica de Sankt Georgen em Frankfurt am Main e na Universidade Hebraica de Jerusalém. Ele também estudou na Pontifícia Academia Diplomática. Ele se formou em Teologia Bíblica e Crítica Textual do Antigo Testamento. Ele recebeu seu doutorado em teologia sistemática com foco em teologia africana e doutorado em direito canônico com uma tese sobre a relação entre a Santa Sé e o Estado de Israel.
Em 1994 ingressou no serviço diplomático da Santa Sé. Foi Secretário da Nunciatura Apostólica em Gana, Togo e Benin em Acra e nas Nunciaturas do Paraguai, Argélia e Tunísia. Foi também assessor da Missão do Observador Permanente da Santa Sé junto às Nações Unidas em Genebra e outras organizações internacionais. Em seguida, trabalhou na Secretaria de Estado. O Papa João Paulo II conferiu-lhe o título honorário de Capelão de Sua Santidade (Monsenhor) em 8 de julho de 1995 e o título de Prelado Honorário de Sua Santidade em 4 de agosto de 2004.
Papa Bento XVI nomeou-o em 9 de abril de 2007, sucedendo a Tommaso Caputo como Chefe do Protocolo da Santa Sé na Secretaria de Estado.
Nwachukwu publicou vários livros e artigos acadêmicos. Além do inglês, ele fala francês, alemão, espanhol, italiano, árabe e hebraico moderno.
Em 12 de novembro de 2012, Bento XVI o nomeou ao arcebispo titular de Aquaviva e ao núncio apostólico na Nicarágua. Bento XVI deu-lhe a consagração episcopal em 6 de janeiro de 2013 na Basílica de São Pedro; Os co-consagradores foram o Cardeal Secretário de Estado Tarcisio Bertone SDB e o Cardeal Zenon Grocholewski.
O Papa Francisco o nomeou Núncio Apostólico em Trinidad e Tobago, Antígua e Barbuda, Barbados, Dominica, Jamaica, São Cristóvão e Neves, São Vicente e Granadinas e Guiana, e Delegado Apostólico nas Antilhas em 4 de novembro de 2017. Em 27 de fevereiro de 2018, também foi nomeado Núncio Apostólico em Santa Lúcia, Granada e Bahamas. Em 9 de março do mesmo ano foi nomeado também núncio no Suriname e em 8 de setembro do mesmo ano em Belize.
Em 17 de dezembro de 2021, o Papa Francisco o nomeou Observador Permanente da Santa Sé junto às autoridades das Nações Unidas em Genebra e à Organização Mundial do Comércio.